# Николо-Сковородский монастырь
Нико́ло-Сковоро́дский на Глинищах монасты́рь — упразднённый мужской монастырь в Ярославле.

## История

### Этимология названия и основание монастыря
Истоком освоения Закоторосльных земель стало основание Николо-Сковородского на Глинищах мужского монастыря, который был дочерним Спасо-Преображенского монастыря. Основывается он в XV веке и строится как мирской монастырь. Ему жертвует князь Роман Федорович Ярославский своё село. А через век, в грамоте Ивана Грозного 1555 года, названо в этих местах уже и само село Меленки с деревнями Творогово, Зверинец, Титовская, Ильцино и Полянки — земли эти пожалованы Спасо-Преображенскому монастырю, от которого зависела обитель.
Иоанн Троицкий в «Истории губернского города Ярославля» упоминает монастырь: «Там за Толчковскою слободою, где ныне Николо-Мельницкая церковь, был Никольский мужеский монастырь, что на Глинищах, или на Сковородках. Монастырь этот зависел от Спасскаго монастыря». Никольский потому что в этой области, обиловавшей водой, начинал складываться культ Святого покровителя на водах Николая Чудотворца. Глинища говорят о характере почв, на которых стоял монастырь. По поводу сковородок есть разные мнения. Сковорода — это чугунный прообраз колокола, которым созывали монахов, но у Троицкого говорится на Сковородках, что может указывать на расположение.

### Расположение
Мнение историков, краеведов, архитекторов по поводу расположения монастыря расходятся. Одни считают, что это монастырь находился близ села Меленки, и назывался «Николо-Сковородским на Глинищах». Другие же краеведы считают, что монастырь располагался рядом с прудами, и этому есть ряд доказательств:
1. Существует предание «о монастырской сторожке», которая расположена между первым и вторым прудами. А так как для людей XVII века названия играли важную роль и отражали значимые события и их географию, то можно предположить, что монастырь действительно находился значительно ближе к нынешнему Петропавловскому парку и прудам.
2. При рассмотрении топонимов, обращает на себя внимание один очень интересный факт: ручей, который ныне называется Зеленцовским, раньше назывался Купальнеш(ч)ным. По мнению краеведа И. А. Тихомирова, это было связано с тем, что рядом находилось капище Купалы. И на ручье устраивались игрища, купальские обряды. Известно, что Николо-Сковородский монастырь был устроен на месте капища после того, как оно было освящено. Так же этот ручей назывался и Кавардаковским.
3. Географически данное место расположено ближе к городу. Монастыри же были в то время «универсальным средством связи». С их башен сообщалось обо всех важнейших событиях: пожарах, приближении врага. Эти башни были самыми высокими точками на местности. И если встать на Звонницу главного монастыря города — Спасо-Преображенского, то место ближе к прудам просматривается лучше, чем место на Меленках.
4. Сохранилось интересное предание «об утоплении монахов Николо-Сковородского монастыря и жителей села Меленки во время польско-литовской интервенции». Для того, чтобы рассмотреть этот сюжет подробнее, нам нужно обратиться к истории самого Николо-Сковородского монастыря на Глинищах (это его полное название). Время основания монастыря точно не известно. Наименование получил монастырь от главного престола в нём в честь святителя Николая Чудотворца. Название "Сковородский", по всей видимости, монастырь получил от "сковороды", чугунного била, в старину употреблявшегося в обителях вместо колоколов, а "на Глинищах" - от того, что был расположен на глинистых почвах. В "Истории города Ярославля" протоирея Троицкого говорится, что поляки и русские изменники, под предводительством пана Микулинского и Наумова, напали на Ярославль, 16 мая выжгли часть земляного города, сожгли Рождественский женский и Никольский мужской монастыри, что на Глинищах. Также в записках, найденных в 1777 году в Ростовском епархиальном архиве, сообщаются более подробные сведения о разрушении Никольского на Глинищах монастыря: «лета 1609 года мая 16, на день святого Тимофея и Мавры, в монастырской соборной церкви святого Николая Чудотворца на Глинищах затворился игумен Варсонуфей с братию и людьми мирскими». Далее сказано, что его разграбили и выжгли. И, по преданию, монахов и оставшихся в живых людей утопили во II пруду (что сейчас находится в Петропавловском парке), который стал именоваться монастырским. Если мы примем на веру то, что монастырь правда располагался на Меленках, то, согласно карте, рядом протекала река Которосль, а зачем тогда топить людей именно в пруду, если можно было это сделать в реке.

### Разорение
Вокруг монастыря в течение двух веков складывались слободы и территория постепенно осваивалась. Но в 1609 году польские интервенты выжигают всю Закоторосльную часть. И одним из первых удар войска «тушинского вора» принял на себя монастырь. Игумен Варионуфей с братьями и прихожанами укрылись в церкви. Поляки вскрыли двери, укрывшихся убили, церковь разграбили, а монастырь подожгли. В церкви обгорела только паперть, а икона святителя Николая Мирликийского осталась невредимой. Утром прихожане тела убиенных похоронили на погосте монастыря. Вместе с Николо-Сковородским был уничтожен и Вознесенский женский монастырь, находящийся поблизости. Известно предание, что уцелевших монахов утопили в монастырском пруду, который является вторым по течению ручья.

### Попытка восстановления и известные обитатели
Митрополит Ростовский Кирилл делал попытку восстановить монастырь, но посланный в Москву инок Варлаам на обратном пути дочиста был ограблен. Разбойники забрали у него зерно, холсты, масло, лошадь и мошну с 27 рублями с тельника.
В 1650-х годах на остатках монастыря жил блаженный юродивый Илья, люди смеялись над ним, недолюбливали. Однажды Илья пришел в город и кричал: «Жарко! Жарко!» На следующий день случился Большой пожар, который уничтожил город.